# 南島原市立慈恩寺小学校
南島原市立慈恩寺小学校（みなみしまばらしりつ じおんじしょうがっこう）は、長崎県南島原市西有家町慈恩寺にあった公立小学校。略称は「慈小」（じしょう）。
2016年（平成28年）3月末をもって閉校し、南島原市立西有家小学校に統合された。

## 概要
歴史
1875年（明治8年）開校。創立141周年を迎えた2016年（平成28年）に閉校し、南島原市立西有家小学校に統合された。
学校教育目標
「心豊かで、自ら考え、最後まであきらめないたくましい子どもの育成をはかる。」
校章
校歌
1972年（昭和47年）に制定。作詞は林田豊、作曲は北村スミエによる。歌詞は3番まであり、各番に校名の「慈恩寺小学校」が登場する。
校区
住所表記で南島原市西有家町の後に「慈恩寺、長野（落ノ上）」が続く地域であった。中学校区は南島原市立西有家中学校。

## 沿革
- 1875年（明治8年）5月5日 - 町（まち）村慈恩寺名西上木場に「第五大学区 第三中学区[2] 慈恩寺小学校」が開校。初代校長に池田鉄造が就任。
- 1877年（明治10年）6月4日 - 学区改正[3]により、「第五大学区第二中学区[4]慈恩寺小学校」に改称。
- 1878年（明治11年）12月24日 - 郡制の施行に伴い学区が改正され、「南高来郡 隅田部[5] 慈恩寺小学校」となる。
- 1880年（明治13年）- 台風により校舎が倒壊。中木場の酒井五蔵所有の土蔵を仮校舎とする。
- 1882年（明治15年）2月 - 字慈恩寺に校舎が完成し移転を完了。
- 1886年（明治19年）
  - 9月 - 小学校令の施行により、「簡易慈恩寺小学校」に改称。簡易科（修業年限3年）を設置。
  - 12月 - 長野分教室を開設。
- 1888年（明治21年）5月7日 - 龍石名田中に龍石分校を開設。
- 1889年（明治22年）4月1日 - 町村制の施行により、西有家村立の小学校となる。
- 1892年（明治25年）12月 - 龍石分校が分離し、「龍石尋常小学校」として独立。
- 1893年（明治26年）
  - 1月 - 「慈恩寺尋常小学校」に改称。
  - 4月 - 長野分教室が分離し、「長野尋常小学校」として独立。
  - 10月 - 台風により校舎が倒壊。翌年の1月まで八幡神社拝殿を仮校舎として使用。
- 1894年（明治27年）2月 - 字西上木場戊1836番1号に移転。
- 1895年（明治28年）5月 - 修業年限が4年となる。
- 1898年（明治31年）6月 - 校舎倒壊の恐れがあったため、同年12月までの半年間八幡神社拝殿を仮校舎として使用。午前と午後の二部授業を実施。
- 1903年（明治36年）2月 - 校舎を改築し移転。
- 1904年（明治37年）4月 - 学級増により一貫坂に校舎が完成。
- 1908年（明治41年）4月 - 義務教育年限が4年から6年に延長されたことにより、尋常科5年を新設。字慈恩寺に校舎を改築して移転。
- 1909年（明治42年）4月 - 尋常科6年を新設。
- 1915年（大正4年）3月19日 - 第6代校長の飯島喜男が在職中に逝去。
- 1920年（大正9年）11月 - 慈恩寺実業補習学校が併設される。
- 1926年（大正15年）- 実業補習学校に青年訓練所が併設される。
- 1927年（昭和2年）4月1日 - 西有家村が町制施行により西有家町となったため、西有家町立の小学校となる。
- 1929年（昭和4年）3月 - 運動場を拡張。校舎を増築。
- 1933年（昭和8年）4月1日 - 慈恩寺実業補習学校が西有家実業補習学校への統合のために廃止される。
- 1941年（昭和16年）4月1日 - 国民学校令の施行に伴い、「西有家町慈恩寺国民学校」と改称。尋常科を初等科に改める。
  - 1・2年において二部授業を実施。
- 1947年（昭和22年）4月1日 - 学制改革（六・三制の実施）により、慈恩寺国民学校の初等科が改組され「西有家町立慈恩寺小学校」となる。
- 1950年（昭和25年）10月 - 校舎を新築。
- 1955年（昭和30年）8月 - 運動場を拡張。
- 1956年（昭和31年）10月30日 - ピアノを購入。
- 1959年（昭和34年）4月 - 児童数が最大の229名（男子120・女子109）を記録する。
- 1963年（昭和38年）2月15日 - 第十六代校長石川博、在職中に逝去。学校葬を執り行う。
- 1964年（昭和39年）10月 - プールが完成。
- 1971年（昭和46年）5月22日 - 学校図書館（梶原準太郎図書館）が完成。
- 1972年（昭和47年）
  - 4月1日 - 校歌を制定。
  - 5月20日 - 体育館が完成。
- 1975年（昭和50年）12月5日 - 創立100周年記念式典を挙行。
- 1980年（昭和55年）2月20日 - 鉄筋コンクリート造3階建ての校舎が完成。
- 1982年（昭和57年）10月20日 - 国旗掲揚台を設置。
- 1984年（昭和59年）2月7日 - 校門・門扉を設置。
- 1991年（平成3年）4月 - 完全給食を開始。
- 2006年（平成18年）3月31日 - 南島原市の発足に伴い、「南島原市立慈恩寺小学校」（現校名）に改称。
- 2016年（平成28年）
  - 1月24日 - 閉校式を挙行[6]。
  - 3月31日 - 西有家地区の小学校5校（西有家・龍石・見岳・慈恩寺・長野）の統合により閉校。

## 周辺
- 八幡宮

## 参考資料
- 「西有家町郷土誌」（1998年（平成10年）3月1日発行, 西有家町）p.616 -
- 「長崎新聞に見る長崎県戦後50年史（1945～1995）」（1995年（平成7年）8月9日発行, 長崎新聞社）「西有家町」